# Tulbaghia alliacea
Tulbaghia alliacea är en amaryllisväxtart som beskrevs av Carl von Linné d.y.. Tulbaghia alliacea ingår i släktet Tulbaghia och familjen amaryllisväxter. Inga underarter finns listade i Catalogue of Life.